# Маркироло
Маркироло (итал. Marchirolo) је насеље у Италији у округу Варезе, региону Ломбардија.
Према процени из 2011. у насељу је живело 3342 становника. Насеље се налази на надморској висини од 476 м.

## Становништво
Према резултатима пописа становништва 2011. у општини је живело 3.381 становника.
| 1936. | 1951. | 1961. | 1971. | 1981. | 1991. | 2001. | 2011. |
| ----- | ----- | ----- | ----- | ----- | ----- | ----- | ----- |
| 728   | 944   | 1.045 | 1.861 | 2.312 | 2.875 | 3.153 | 3.381 |